# Kaduhejo
Kaduhejo is een bestuurslaag in het regentschap Pandeglang van de provincie Banten, Indonesië. Kaduhejo telt 2180 inwoners (volkstelling 2010).